# Koné (Burkina Faso)
Koné is een plaats in de provincie Boulkiemdé in Burkina Faso.
Koné telde in 2005 5519 inwoners.